# Chain gun

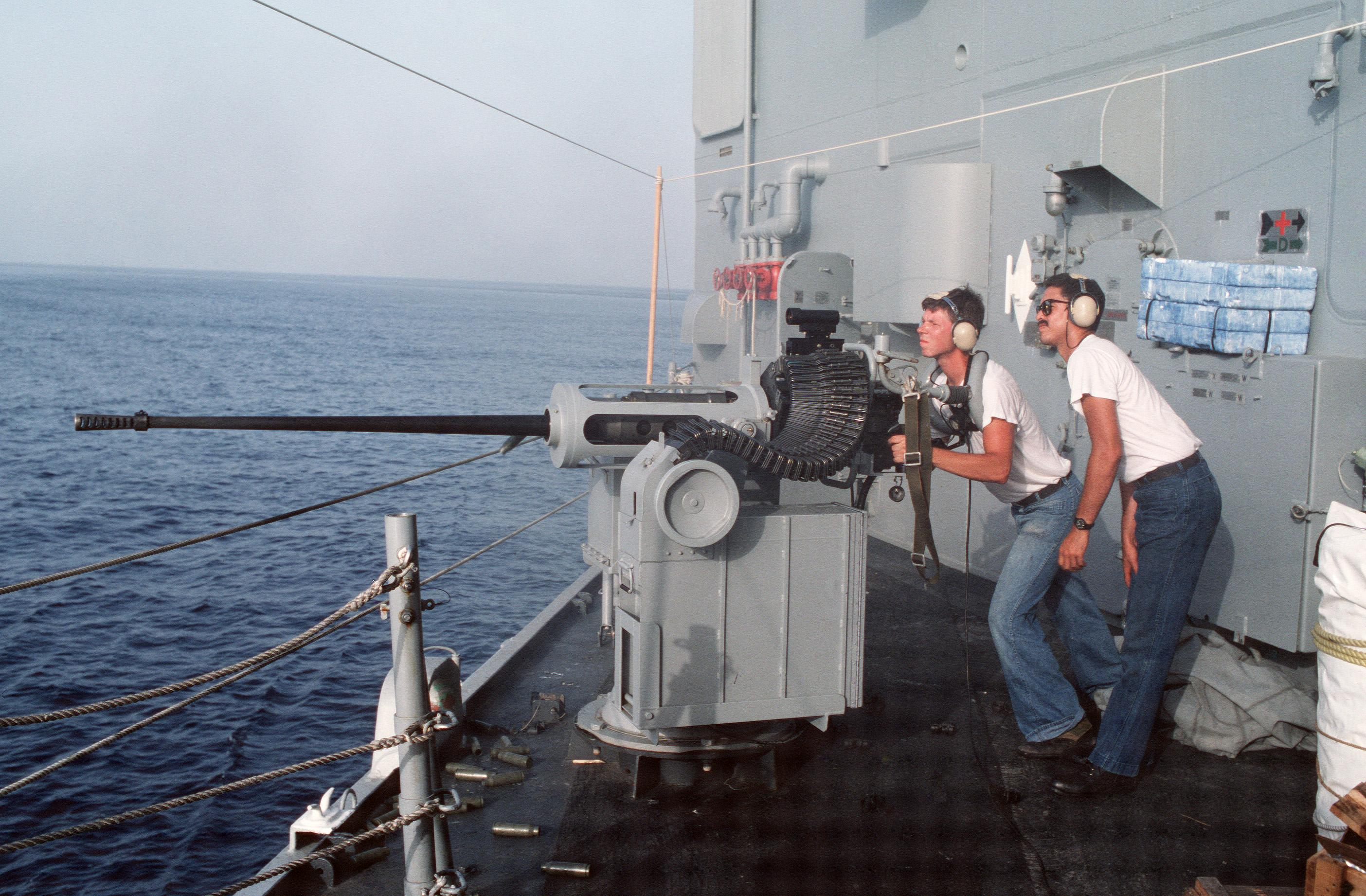
Canon mitrailleur Mk. 38 (version du M242) sur l'USS Nicholas (FFG-47) (1988).

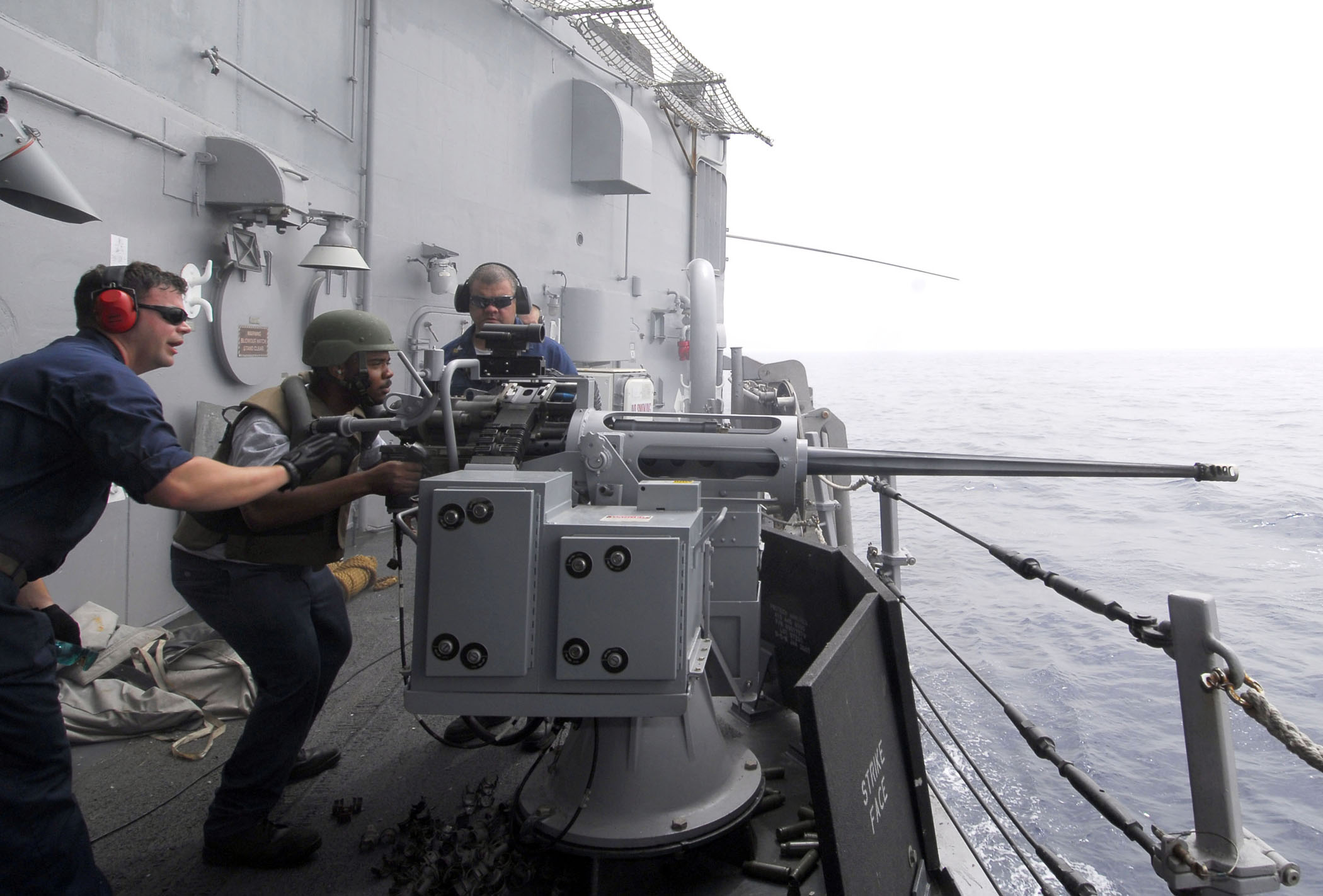
Canon mitrailleur Mk. 38 à bord de la frégate USS Taylor (FFG-50) (2010).

Le terme Chain gun est une marque déposée de la société américaine Northrop Grumman Innovation Systems, désignant un canon mitrailleur. Le terme est entré par antonomase dans le langage courant pour parler d'une arme à énergie externe, auto-mécanique.

## Historique

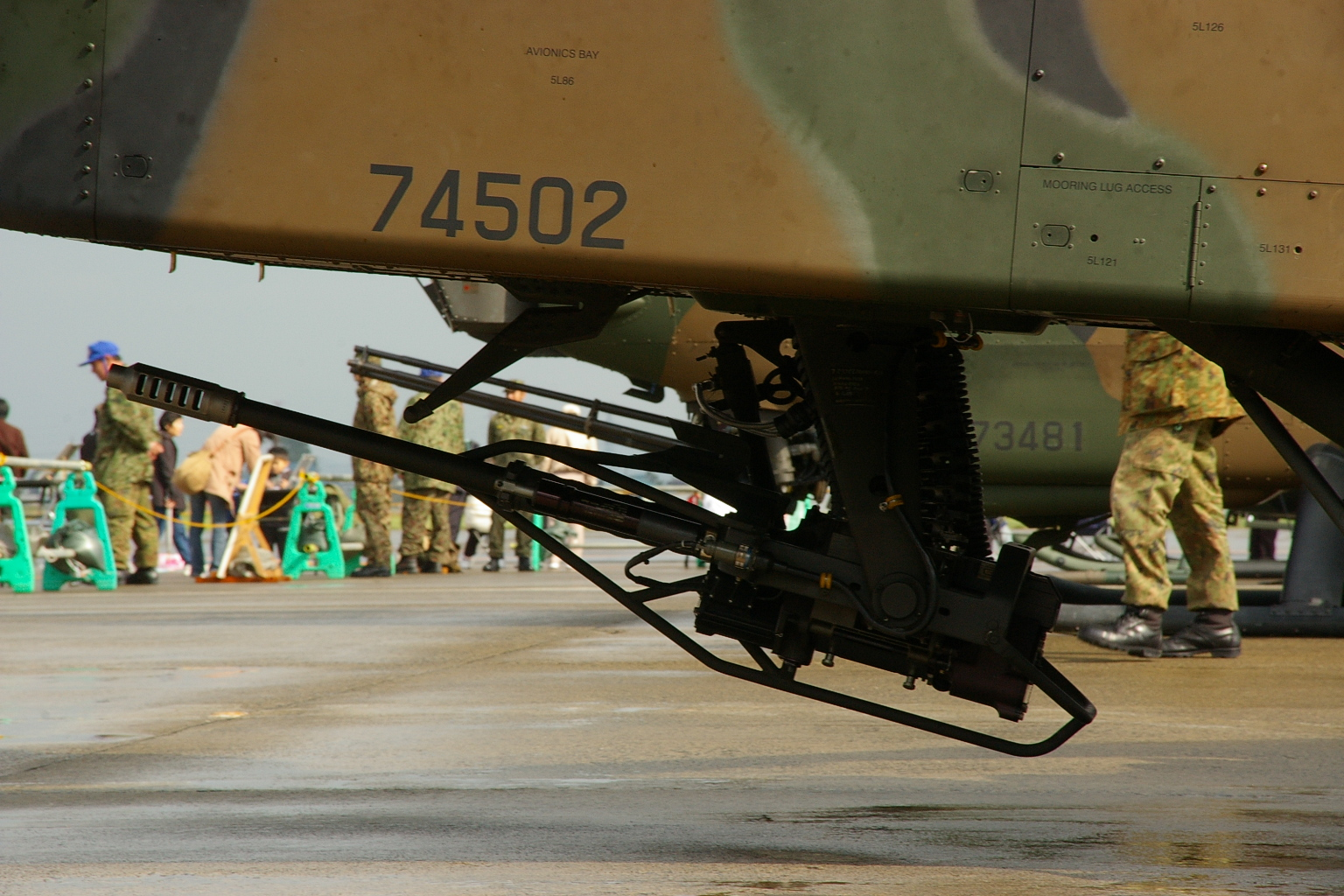
Canon mitrailleur M230.

Après les déboires de la mitrailleuse coaxiale M73 (en), fonctionnant par emprunt du recul, l'US Army se tourne vers des solutions moins orthodoxes, utilisant une source d'énergie externe pour assurer l'automatisation de tir de l'arme.
En 1973, la société Hughes Tool Co. présente une arme à énergie externe baptisée « Chain Gun » dont l'entraînement de l'ensemble mobile se faisait à l'aide d'une chaîne sans fin disposée autour de la boîte de culasse. Il s'est ensuivi le développement du canon mitrailleur M230 Chain Gun armant l'hélicoptère de combat AH-64 Apache.
La famille des Chain Gun s'agrandit ensuite avec une série de canons mitrailleurs de 25 mm, 30 mm et 35 mm, développés pour les véhicules blindés qui prirent l'appellation de « Bushmaster » II, III et IV respectivement. Des mitrailleuses de calibre 7,62 mm (EX-34 Chain Gun) et 12,7 mm (Bushmaster .50) furent également développées.
En France, l'Établissement de Fabrication d'Armement de Bourges (EFAB) a également développé des armes « automécaniques » mais leur conception est différente, reposant sur une vis à pas croisés au lieu d'une chaîne, mais elle présente les mêmes propriétés et avantages. Ainsi, Giat Industries a produit le canon 25 M811 en calibre 25 × 137 mm, monté notamment en tourelle sur le VBCI, et en calibre 30 × 113 mm avec le canon 30 M781, destiné à l’armement canon de l’hélicoptère Tigre HAP.

## Description

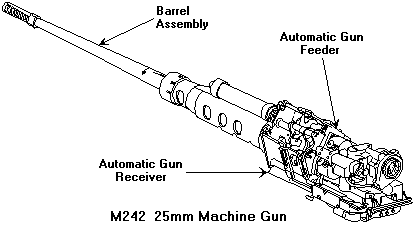
Schéma du Chain gun M242, chambré en 25 mm.

Ce type d'arme monotube ne vise pas la haute cadence, mais la souplesse d'emploi, la facilité d'adapter la cadence au besoin, un fonctionnement « doux » permettant une durée de vie élevée, une grande insensibilité aux conditions adverses (température, etc.), l'instruction aisée, une totale sécurité (aucune incidence des « longs feux »).
Dans ce type d'arme, on confie à un moteur électrique toutes les fonctions « mouvements » par l'intermédiaire d'une chaîne entraînant les pièces mobiles : ouverture-fermeture de culasse, approvisionnement et mise à poste des munitions, évacuation des douilles.